# Шмидт, Пётр Абрамович
Пётр Абра́мович Шмидт (род. 11 марта 1930) — советский животновод, Герой Социалистического Труда (1949).

## Биография
Пётр Абрамович Шмидт родился 11 марта 1930 года в селе Милорадовка Павлодарского округа Казакской АССР (ныне на территории Успенского района Павлодарской области Казахстана; село более не существует), в многодетной (6 детей) семье кузнеца. По национальности немец. Образование начальное.
До середины 1950-х годов вместе с семьёй из шести человек находился на спецпоселении в Цюрупинском районе Павлодарской области.
Свою трудовую деятельность начал в 1942 году (в 12 лет) в колхозе имени Димитрова — подпаском. 
В 1944—1950 годах работал в колхозе «Богатырь» Цюрупинского района скотником — пастухом нагульного гурта крупного рогатого скота и добился лучшего среднесуточного привеса животноводства. 
В 1948 году за высокие показатели в социалистическом соревновании награждён орденом Трудового Красного Знамени.
Вскоре П. Шмидту удалось добиться очередного успеха: закреплённые за ним 57 голов крупного рогатого скота стали нагуливать вес со скоростью 1066 граммов в сутки. Это достижение прославило 19-летнего животновода на всю страну. Указом Президиума Верховного Совета СССР от 9 октября 1949 года Петру Абрамовичу Шмидту за выдающиеся достижения в животноводстве было присвоено звание Героя Социалистического Труда с вручением ордена Ленина и золотой медали «Серп и Молот».
С 1950 года трудился в колхозе имени Владимира Ильича (село Богодаровка Цюрупинского района). Здесь по окончании школы механизации он в течение четырнадцати лет работал механизатором, затем мотористом электростанции.
С 1994 года проживает в Германии, земля Баден-Вюртемберг. Состав семьи: супруга Наталья, сыновья Абрам, Пётр, Иван, дочери Катерина, Елена; на 01.09.2011 — 14 внуков, 16 правнуков.

## Награды
- Орден Трудового Красного Знамени (1948)
- Медаль «Серп и Молот» (1949)
- Орден Ленина (1949)
- Медали